# Resolução 194 do Conselho de Segurança das Nações Unidas
Resolução 194 do Conselho de Segurança das Nações Unidas, foi aprovada em 25 setembro de 1964, reafirmou as resoluções anteriores sobre o Chipre e prorrogou o período estacionamento da Força das Nações Unidas para Manutenção da Paz no Chipre por mais 3 meses, que terminara em 26 de dezembro de 1964.
Foi aprovada por unanimidade.